# Phyllanthus birmanicus
Phyllanthus birmanicus är en emblikaväxtart som beskrevs av Johannes Müller Argoviensis. Phyllanthus birmanicus ingår i släktet Phyllanthus och familjen emblikaväxter.
Artens utbredningsområde är Burma. Inga underarter finns listade i Catalogue of Life.